# 円井萌華
円井 萌華（まるい もえか、12月29日 - ）は、日本のAV女優、アイドル歌手。LIGHT所属。かつては萌華、萌華（仮）の名義で活動していた。

## 略歴
出身地は東京都。幼稚園時代から子役モデルとして活躍。女子高、女子大で育ち、2014年ころから「萌華」、あるいは「萌華（仮）」の芸名で東京・地下アイドルシーンでソロアイドルとして活動。作詞作曲ができるシンガーソングライターでもあり、他のアイドルにも曲や詞を提供。楽曲制作もできたことからメジャーな事務所、レコード会社から声もかかったが、客の顔を覚えられる地下アイドルシーンにこだわり活動していた。またライブで聞いてほしいことを理由に自身での歌唱楽曲は音源化していない。台湾でも数度ライブしたことがあり、台湾でのほうが人気だった。学業の関係などで数回引退および活動再開ライブをしており、最初の引退地はのちのAVデビュー作でも訪れている。2017年でいったんフェードアウト。
2022年5月12日、SODクリエイト・青春時代レーベルからAV女優「円井萌華」としてデビュー。18歳の時に初めて熟女女優・浅井舞香のレズ作品を見て以来興奮し、あこがれの職業の一つであったこと、知人にAV女優、元AV女優も多く、偏見は全くなかったと明かしている。2025年のイベントではデビュー理由について「ヌク対象になりたかった。ヌカれて興奮するタイプだし、慈善的な気持なんです」と回答している。
デビュー後もライブ活動は単発的に継続しており、楽曲管理などを行う個人事務所の代表も務めている。
デビュー作『清楚な見た目に騙されるな！がっつりスケベな美少女アイドル 円井萌華 AV DEBUT』は、2022年8月8日週、15日週の2週連続でFANZAレンタルフロアランキング1位を記録。月刊FANZA発表「このAV女優がすごい!2022夏」新人編3位。
2023年5月30日には、もちづき千代子司会進行の下、東京・阿佐ヶ谷ロフトAにてデビュー1周年トークライブを行った。同年11月公開の『私の太陽』（小栗はるひ監督）で映画初出演・初主演。
2024年1月7日には、自身初となる冠イベント「エケチェン! まるもえワンダーランド vol.1 ～あけおめ! 誕おめ! 全部やる!～」を東京・レフカダ新宿にて開催。2月4日に第2回を開催。5月6日の第5回はデビュー2周年記念イベントとなった。
2025年2月15日、東京・新宿のミコノスで開催された「エケチェン！まるもえワンダーランドvol.14」で金髪姿を初披露。求められていた清楚ロリキャラから脱却し、ギャル役へとシフトチェンジを希望した。
同年6月16日週FANZA動画フロアランキングで2024年に出演、発売した『福袋 円光タダまん 美少女生中出し18名収録 総尺40時間41分（2441分）』（First Star）が1位に上昇した。

## 人物
- 身長153センチ[4]。特技は歌唱、イラスト[4]。AVデビュー作のオープニングも自作曲である。初体験は18歳[24]。AVデビューまで経験人数は5人[4]。子役時代から大人びて見られ、実年齢を明かしても「嘘」と言われたことがあったため、生年月日はあえて明かしていない。
- 萌華(仮)で活動していた当初は年齢が若すぎて出られないイベントが多く、逆サバを読んでいた時期がある事を告白している。
- 実際の年齢で先入観でみられるのが嫌なため、自分には年齢は無いと配信等で度々発言している。
- アイドル活動時からイベントなどに通うほどのAV好き[4]で、好きな女優に瑠川リナ、みひろ、天使もえ、絵色千佳[9]、彩城ゆりな[9]等を挙げている。また、佳苗るかは別格のアイドルであることを様々な媒体で述べている[9]。
- AVの影響で素人時代からフェラに抵抗がなかったこともあり、デビュー作でも「趣味」と公言しており[4][24]、柔道経験から頸動脈を締めるのが得意[4][10]。ライターでカメラマンの神楽坂文人は「見た目のかわいさからは想像できない、エッチな性癖とAVマニア」と論じている[9]。ツイキャスでは生粋のAVファンゆえ、自分と似た雰囲気の女優があまりいない時期を狙いデビューに踏み切ったと答えている[2]。自己分析ではムチムチ貧乳（幼児体系）[2]。
- 1日3回週21回はマストでオナニーをしている自慰マスター[25]。
- バイセクシャルを自認している。
- AVライターのくろがね阿礼は「肉つきのいい健康的な太ももは、思わず顔をうずめたくなるほどヒワイです」と健康的な肉感を評価した[26]。

## 出演作品

### アダルトDVD
2022年
| 発売日     | タイトル | メーカー      | レーベル |
| ---------- | --- | ------------- | -------- |
| 2022/5/12  | 清楚な見た目に騙されるな！がっつりスケベな美少女アイドル 円井萌華 AV DEBUT                                                             | SODクリエイト | 青春時代 |
| 2022/6/9   | 「きれいな顔こそ汚したくなる」フェラチオ大好き本物アイドルにザーメン合計10発射！ 円井萌華                                              | SODクリエイト | 青春時代 |
| 2022/7/7   | 「ほら、時間ないんだから早く挿入れて！」人気アイドルのツンデレ幼馴染と休み時間にサクッとショートタイム校内時短SEX【完全主観】 円井萌華 | SODクリエイト | 青春時代 |
| 2022/8/11  | 「私のこといっぱいイジメて…」予備校に通う秀才美少女がオールナイトでドマゾご奉仕SEX 円井萌華                                            | SODクリエイト | 青春時代 |
| 2022/9/8   | オナニー大好き美少女に30日間のオナ禁指令！禁欲で敏感になったおま○こで味わう初めての中出し 円井萌華                                     | SODクリエイト | 青春時代 |
| 2022/11/23 | 元アイドル在籍デートCLUB『Low-Teens』制服美少女に門限までナメられて甘やかされて犯●れまくる痴女デートプラン 円井萌華                    | SODクリエイト | 青春時代 |

2023年
| 発売日     | タイトル | メーカー                            | レーベル                            |
| ---------- | --- | ----------------------------------- | ----------------------------------- |
| 2023/2/21  | 「先輩の裸は…想像の100倍美しかった」好きだったあの萌華先輩から突然の連絡…そして一日中ヤリまくった。 円井萌華 | クリスタル映像                      | e-kiss                              |
| 2023/2/23  | 絶倫チ●ポに何度もイカされてもアイドルスマイルを強要される現役アイドル 円井萌華 | SODクリエイト                       | 青春時代                            |
| 2023/2/24  | 両親の居ない日、僕は妹と精子が枯れるまで1日中ヤリまくった。 円井萌華 | TMA                                 | TMA                                 |
| 2023/2/28  | 何をやってもダメな僕を全肯定してくれるお隣さんの純粋美少女 両想いの中出し懇願種付け日記 円井萌華 | ABC/妄想族                          | FOCUS                               |
| 2023/3/3   | 超SSS級美少女円光もえか（１８） | SUKESUKE                            | 女の子の秘密                        |
| 2023/3/7   | 「あま甘とろとろ沼に堕としてアゲル」甘サドGIRLに 密着サンドイッチ精子激ヌキ爆ハーレム！ ラブホ連れこみ夜明けを迎えてもなお止めないイチャゴロシ顔くしゃ膣ぐちゃ中出し性交 枢木あおい 円井萌華                                                                 | kawaii                              | kawaii                              |
| 2023/3/8   | 円女交際中出しoK18歳 ちびっ子小悪魔153cmミニマム娘 円井萌華 | パコパコ団とゆかいな仲間たち/妄想族 | パコパコ団とゆかいな仲間たち/妄想族 |
| 2023/3/14  | 射精までは天使だったのに、射精後は悪魔に変貌して悶絶お掃除フェラで男を弄ぶ180度ベクトル転換フェラ痴女娘 円井萌華 | グローリークエスト                  | GLORY QUEST                         |
| 2023/3/22  | 遠距離の彼氏に会う為のパパ活円光で中年親父の乳首責めにドハマりしチクイキ体質に成長した敏感エビ反り限界J系 円井萌華 | LUNATICS                            | ルナティックス                      |
| 2023/3/23  | 素人ナンパバラエティ押しに弱いウブJDが初めての焦らされ素股体験！勝負下着越しの勃起ち○ぽをま○こに押し当て絶頂に我慢出来れば賞金100万円！執拗に何度も亀頭をグリグリ押し当てられた発情娘はデカチンこっそり自らナマ挿入！暴走ピストンで本気汁を噴き散らかし部屋… | サディスティックヴィレッジ          | ナンパラ                            |
| 2023/3/23  | 素人ナンパバラエティ金欠ウブ女子○生ガチナンパ！1cm1万円のギリギリディルドチャレンジ！先っちょだけのつもりが極太ディルドに刺激され純情敏感おマ○コが欲しがり汁で膣奥までズブっと挿入！早漏敏感おマ○コは快感に我慢できずに何度もお漏らし！                      | サディスティックヴィレッジ          | ナンパラ                            |
| 2023/3/23  | がっつりスケベな美少女のどごし生アイドル！ザーメン10発初ごっくん 円井萌華 | SODクリエイト                       | 青春時代                            |
| 2023/4/4   | 野球部の女子マネージャーは毎日、顧問教師の性処理をさせられています。 円井萌華 | アタッカーズ                        | 死夜悪                              |
| 2023/4/4   | 「経費削減！萌華んち来なよ」 終電逃した新人マネージャーの僕を泊めてくれたけど… 無防備すぎる部屋着で挑発！？ アイドルの性欲処理玩具にされ一晩中モウレツに痴女られた… 円井萌華                                                                                 | kawaii                              | kawaii                              |
| 2023/4/4   | 黒髪美少女オナニストはやっぱりち●ぽが好き（ハート） 円井萌華 | S-Cute                              | S-Cute                              |
| 2023/4/5   | 放課後はここに来てオジサンに弄ばれています…。 円井萌華 | プラネットプラス                    | アンビバレンツ                      |
| 2023/4/18  | イラマチオNTR 初めて結ばれた僕の彼女が上級生のイイナリドMに成り下がっていたなんて... 円井萌華 | ムーディーズ                        | みんなのキカタン                    |
| 2023/4/18  | 小悪魔挑発美少女 円井萌華 | MARRION                             | MCP                                 |
| 2023/04/25 | 無自覚にボクを誘惑してくる義妹の尻がデカい！ 円井萌華 | ROYAL                               | HHHグループ                         |
| 2023/4/28  | ディルドーマン | TMA                                 | COSCRAFT                            |
| 2023/4/28  | 「日焼けした姪っ子が遊びに来ました…。」帰省した姪っ子姉妹と中出し近親相姦 円井萌華 雅子りな | I.B.WORKS                           | I.B.WORKS                           |
| 2023/5/2   | 美少女とマッチング！！ デートかと思いきや…会ったばかりの男と即ハメ！絶倫ぶっ飛びドスケベ変態娘。 もえか | ナンパJAPAN                         | ナンパJAPAN                         |
| 2023/5/16  | 拘束スローピストンサイレント睨まレ×プ 両親にバレないように義理の妹に睨まれても拘束スローピストンでゆ～っくり生チ●ポを挿し込み●すと早漏すぎて中出し後もイキ続けるんだ。 円井萌華                                                                              | 本中                                | 本中                                |
| 2023/5/16  | おじさん唾液でベトベトだね。いっぱい涎飲ましてあげる ヨダレだらだら濃厚キッスで唾を飲ませたがるメスガキ姪っ子 円井萌華 | 無垢                                | 無垢                                |
| 2023/5/23  | 挑発！小悪魔ロリビッチ06 円井萌華 | ケー・トライブ                      | K-Tribe                             |
| 2023/5/23  | 女子○生NTR 隣のAV騒音オヤジに彼女を寝取られても気付かなかったボク 円井萌華 | ROYAL                               | HHHグループ                         |
| 2023/5/25  | 円井萌華 教え子と子作り新婚生活 | アイエナジー                        | IENF                                |
| 2023/5/26  | 両親の居ない日、僕たちは妹と精子が枯れるまで1日中ヤリまくった。4 2枚組8時間 | TMA                                 | TMA                                 |
| 2023/6/5   | ブラコンすぎる妹のチンしゃぶおねだり誘惑 円井萌華 | プラネットプラス                    | アンビバレンツ                      |
| 2023/6/6   | 僕を助けてくれた生徒会長が犯●れマ●コ丸出しで助けを求めてきたので…たまらず追姦レ×プしてしまい… その後も何度も犯●れ終わらない中出し輪●に加担してしまった僕。 円井萌華                                                                                          | ムーディーズ                        | みんなのキカタン                    |
| 2023/6/12  | 3発NS組 鬼畜せんせい 円井萌華 | First Star                          | 円光タダまん                        |
| 2023/6/13  | お兄ちゃんの妄想を全部受け止めてくれるロリエロいもうと 円井萌華 | ケー・トライブ                      | K-Tribe                             |
| 2023/6/20  | 無差別おしゃぶりオチ○ポコレクション 円井萌華 | エムズビデオグループ                | M’s video Group                     |
| 2023/7/4   | 月に一度の危険日に生でセックスしまくる 006 もえか 円井萌華 | deep/妄想族                         | deep/妄想族                         |
| 2023/7/4   | 輪姦計画 就活生編 円井萌華 | アタッカーズ                        | 死夜悪                              |
| 2023/7/4   | ホイホイキュート ＃05 素人ホイホイZ・素人・ハメ撮り・マッチングアプリ・ドキュメンタリー・顔射・美乳・美少女・飲酒・女子大生・巨乳・清楚・2発射・電マ | 素人ホイホイ/妄想族                 | 素人ホイホイ/妄想族                 |
| 2023/7/6   | 接吻マジックミラー号 はじめての3分間ディープキスで理性とマ◎コが蕩けてしまった敏感J○は唾液ダラダラ濃密ベロちゅうSEXしてしまうのか？ | ナチュラルハイ                      | マジックミラー号（ナチュラルハイ）  |
| 2023/7/18  | 乳首感じないヤツ！マジ全員ブタ箱イキ！ 甘サドビーチクポリスの悶絶びんびん乳首パトロール 円井萌華 | エムズビデオグループ                | M’s video Group                     |
| 2023/7/18  | 堕天使アイドル-Fallen Angel- 円井萌華 | ドグマ                              | ドグマ                              |
| 2023/8/1   | 【事実】引くほどずぼらな女（でも顔だけ特待生）のおま○こはとてもだらしない。 | こぐま/妄想族                       | こぐま/妄想族                       |
| 2023/8/2   | 引っ越してきた隣人は10年の刑期を終えたレ●プ魔だった… 再犯種付けレ●プで犯●れた美少女アイドル 円井萌華 | ムーディーズ                        | みんなのキカタン                    |
| 2023/8/24  | 素人ナンパ 新大久保でみつけたウブな女子校生に18cmメガチ○ポを素股してもらったら、こんなにヤラしい事になりました。 | アイエナジー                        | IENF                                |
| 2023/9/12  | 恋愛禁止の裏側。 濡れ舌剥き出しでねっちょり交わる欲求不満アイドルレズビアン 円井萌華 和久井美兎 | ビビアン                            | ビビアン                            |
| 2023/9/21  | アナルのシワの数までハッキリわかる！ノーモザイク連続絶頂アナル見せオナニー18 | アイエナジー                        | IENF                                |
| 2023/9/21  | マジックミラー号 田舎から東京にやってきた修学旅行生 初めての電マ体験で今まで感じた事の無い強烈な快感に目を潤ませながら 糸を引くほどぐっちょり濡れたおま○こに極太ち○ぽを挿入                                                                                  | SODクリエイト                       | マジックミラー号                    |
| 2023/9/22  | 可愛すぎる貧乳コスプレ美少女 4時間 | TMA                                 | TMA                                 |
| 2023/10/3  | ちびっ子NS組 もえかたん 円井萌華 | パコパコ団とゆかいな仲間たち/妄想族 | パコパコ団とゆかいな仲間たち/妄想族 |
| 2023/10/17 | 私の彼氏は担任のM男先生 M男大好きJ●とイチャサド調教学園生活 円井萌華 | 犬/妄想族                           | 犬/妄想族                           |
| 2023/10/27 | イケメン保育士に子宮萌！？素人女子大生が初めてのばぶみ体験！エプロン姿がカッコイイ保育士さんに父性たっぷり甘やかされ赤面発情！そのまま脳がトロけるようなキス・キス・キス 全力デレデレ連続中出し膣キュンSEX                                                   | 赤面女子                            | 赤面女子                            |
| 2023/11/16 | ナンパした娘がクソ生意気なメスガキでエロマンガのように逆レ○プ搾精されてしまった 円井萌華 | マキシング                          | MAXING                              |
| 11月18日   | 初めて彼女ができて幸せ絶頂だったのに、昔僕をいじめてたDQNが隣に引っ越してきた 円井萌華 | かぐや姫Pt/妄想族                   | かぐや姫Pt/妄想族                   |
| 11月18日   | 今、失踪した愛しき妻の輪●レ●プ映像がDVDで送りつけられて来た… 円井萌華 | オーロラプロジェクト・アネックス    | オーロラプロジェクト・アネックス    |
| 12月12日   | 旦那以外の精液を欲しがる幼な妻と愛液飛び散る濃厚セックス 円井萌華 | オーロラプロジェクト・アネックス    | オーロラプロジェクト・アネックス    |

2024年
- 円井萌華 濡れてテカってピッタリ密着 神スク水 可愛い女子のスクール水着姿をじっとりと堪能着替え盗撮から始まり貧乳から巨乳にパイパン、ハミ毛、ジョリワキ等のフェチ接写やローションソーププレイやスク水ぶっかけ等を完全着衣で楽しむAV（1月11日、親父の個撮）
- 【自称「朝7時に処女になる」ヤリマンシンデレラ】エッチな私を見て欲しい！私で射精してほしい！！怒涛のエロテクからのがっつり交尾！中に出してもコスプレ＋オイルで続行w無限にヤレるセックス舞踏会へようこそ！！！【PornGirl】 円井萌華（1月18日、DOC）
- 息子の彼女が責め痴女で息子の留守中にアナル開発されてメスイキさせられまくった父。 円井萌華（1月30日、MEGAMI）
- 【元アイドル美少女はデカチン喰いの超こじらせ女子！？】正統派の萌かわ美少女が降臨かと思ったら…こじらせまくりのド変態女でした！大好きなデカチンをずぅ～っと離さず満面の笑みで舐めしゃぶる！口内中出し4連発！！！！【なまハメT☆kTok】 円井萌華（1月25日、DOC）
- 【Z世代ド淫乱メイド】アイドル顔の美少女コンカフェ店員はホス狂売女ヤりマンビッチ！！可愛い顔してえっぐいフェラ抜きww絡みつく極狭マ●コ最高なんだがww腰もウネりだす騎乗位で何度も『イクイクぅ～』絶叫しながらアヘりまくり★精液ぶっかけドロドロ6発射！… 円井萌華（1月19日、DOC）
- パパ大好き！ママには言えないパパともえかのエッチな日常 円井萌華（2月1日、MILK）
- Red Dragon 円井萌華（2月13日、ゴールド/妄想族）
- 親とやる女 肉欲で歪んだ家族関係 父に売られる/父に愛されたい/お父さんやらせてあげる（2月13日、FAプロ）
- 僕をマゾ堕ちさせる小悪魔ガールにぶっかけられる！メスイキ射精WAM 円井萌華（3月19日、M男パラダイス）
- 危険日直撃！！子作りできる派遣メイド 円井萌華（6月6日、Mr.michiru）
- 【逆にヒーヒー言わされた】闇病み家出ちゃんの恩返し ＃円井萌華＃POV特化＃ゴーグルなしでもVR気分【POV】家出中の闇病みちゃんに家に上がり込まれて恩返しとか言って金玉空っぽになるまで滅茶苦茶SEXされた（6月7日、BOTAN）
- 『チンポ以外は透明人間』になった僕は天使と悪魔なアイドル二人にヒーヒー言わされた（6月7日、BOTAN）
- J●のふわふわお尻に圧迫壁ドンされたいオジさん達3（6月11日、アロマ企画）
- 配信限定 危険日直撃 子作り出来る派遣メイド 円井萌華（6月20日、Mr.michiru）
- 『もえかとまどか』無限射精な天使と射精管理な悪魔の双子 ＃無限射精な白い天使＃限界超えても射精＃射精しても射精しても＃金玉からっぽ＃もっと出すまで許してくれない＃優しき悪魔 「いっぱい好きなだけ、死んじゃいそうになるまで何度でも何度でも気持ちよく… 円井萌華（7月5日、BOTAN）
- コスプレ ハメ撮りジャンクション。 vol.02（8月2日、DOC）

#### 2025年
- 洗NOUリングに侵食されていくアイドル政治家と政界の女たち 清き一票を唱える成り上がり小娘どもを人格操作 肉便器街宣でキャリア街道をぶち堕とす！（3月6日、SODクリエイト）

### 映像のみの作品
2023年
| 発売日     | タイトル | メーカー                   | レーベル               |
| ---------- | --- | -------------------------- | ---------------------- |
| 2023/2/2   | 【配信専用】＜流出＞とあるカップルの日常性活 #2 三尾めぐ 円井萌華 CHIYU | DOC                        | ふぇちぽいんと         |
| 2023/2/16  | もえか(18)/優秀頭脳で会得した凄エロテク使いの才色兼備おスケベお嬢様J♪【1限目】お股大開脚→大好きなクリ弄りでうっとり♪はなまる満点の高偏差値お下品フェラで楚々としたお口がおぢチンで満杯に！おねがだり上手の生膣に妊娠確定の大量発射！【2限目】黒猫ランジェリーを装備で益々ヒートアップ！？「止めないよ。おま●こ止まらない♪」ここでもエロの才能を大発揮し、結合部見せつけ挑発騎乗位でチ●コを乗りこなす発情メス猫に顔射で餌付けだニャン！！ | しろうとまんまん           | しろうとまんまん       |
| 2023/2/16  | まる |                            | 素人ホイホイZ          |
| 2023/2/17  | 糸をひくほど濡れちゃう本気汁エッチ/Moeka | S-Cute                     | S-Cute                 |
| 2023/2/19  | 【自称「朝7時に処女になる」ヤリマンシンデレラ】エッチな私を見て欲しい！私で射精してほしい！スラッとスケベなオナネタ志望をバッチリ撮ります！グポグポ下品に音立てフェラ！マ●コ見せびらかし足コキ！怒涛のエロテクからのがっつり交尾！中に出してもコスプレ+オイルで続行w無限にヤレるセックス舞踏会へようこそ！！！【PornGirl.11】 | DOC                        | 街角シロウトナンパ     |
| 2023/2/21  | 《アイドル級ロリ美女×真正M》性奴●願望があるド淫乱メイドと調教生ハメファック】可愛い顔して無類のチ●ポ好き...♪SEXモンスターなキャストと常連客の禁断のハメ撮り！『おかえりなさいませご主人様♪』メイドのMはマゾのM？スパンキング、首●め、イラマのハードプレイに恍惚の表情...！ディルド電マ責め&相互オナニー→容赦のない激ピストンにガチオーガズムの連続...！！中出し&顔面シャワーでマーキングッ♪                                              | MOON FORCE                 | MOON FORCE 2nd         |
| 2023/2/21  | M.O |                            | 素人ホイホイLOVER      |
| 2023/2/27  | 【弾力溢れる白美肌でガンガンに腰振るセックスを彼氏に見せつける！ヤリたい盛りのどエロ小娘が昔から知り合いの男友達に圧巻の騎乗位と中出しをプレゼント！】呆れるほど性欲旺盛な彼女を共通の友人に寝取らせてみたら…【もえか(21)/同棲1年目】 | ドキュメントdeハメハメ     | ドキュメントdeハメハメ |
| 2023/3/5   | 制服姿で初めての潮吹きエッチ/Moeka | S-Cute                     | S-Cute                 |
| 2023/3/17  | もえか 2 |                            | S-CUTE                 |
| 2023/03/17 | 部屋連れ込み隠し撮りSEX そのまま勝手にAV発売 15 | DOC                        | DOC PREMIUM            |
| 2023/3/21  | 【元アイドル美少女はデカチン喰いの超こじらせ女子！？】正統派の萌かわ美少女が降臨かと思ったら…こじらせまくりのド変態女でした！大好きなデカチンをずぅ～っと離さず満面の笑みで舐めしゃぶる！まさに媚●以上の効果→デカチン生挿入で本気イキ連発！メイドコスのエロ萌え美少女と錯乱エクスタシーFUCK！口内中出し4連発！！！！【なまハメT☆kTok Report.60】                                                                                         | DOC                        | 街角シロウトナンパ     |
| 2023/3/21  | もえか |                            | S-CUTE                 |
| 2023/2/23  | るりか | サディスティックヴィレッジ | ナンパラ               |
| 2023/2/23  | みきな | サディスティックヴィレッジ | ナンパラ               |
| 2023/3/24  | 【Z世代ド淫乱メイド】アイドル顔の美少女コンカフェ店員はホス狂売女ヤりマンビッチ！！可愛い顔してえっぐいフェラ抜きww絡みつく極狭マ●コ最高なんだがww腰もウネりだす騎乗位で何度も『イクイクぅ～』絶叫しながらアヘりまくり★精液ぶっかけドロドロ6発射！！【訳アリZ世代.3】 | DOC                        | SUKEKIYO               |
| 2023/3/24  | 【盗撮】ライブ終わりの人気急上昇中のアイドルと密会する様子を盗撮。表向きはファンのみんなが彼氏と謳う地下アイドルの鑑でも、裏では本彼とイチャラブ生ハメSEXをしまくる痴女アイドルだった。【流出××】 | 素人CLOVER                 | 素人CLOVER             |
| 2023/3/27  | 可愛い顔して淫乱過ぎるフェラ/Moeka | S-Cute                     | S-Cute                 |
| 2023/4/1   | 【女子大生×地下アイドル】男子が飛びつく職業上位2つを兼業するハイブリット美少女。全身敏感ボディを触られ肉棒を挿れられ蕩けながらも更なる快楽を求めて自ら腰を降る……！ ネットでAV応募→AV体験撮影 1959 | シロウトTV                 | ---                    |
| 2023/4/4   | 男の膝にこすりつけてオナニーしちゃいました／Moeka | S-Cute                     | S-Cute                 |
| 2023/4/14  | 【配信専用】小生意気なJ●が淫語連発！！羞恥と快楽でM男責め!!9 | DOC                        | ふぇちぽいんと         |
| 2023/4/25  | モエカ | ---                        | えちえち素人           |
| 2023/4/28  | もえたん | ---                        | ギャルpay              |
| 2023/5/12  | 「先生ならなにシてもいいんだよ♪」あの手この手で誘惑してくる教え子に絆されてパパママに内緒の課外授業！勉強はイマイチなくせにいっちょまえなエロテクで乳首とチ●ポを同時責め！今しか味わえないJ●マ●コにねだられて理性がぶっ飛ぶ中出しフィニッシュ！#053 | ドキュメントdeハメハメ     | ドキュメントdeハメハメ |
| 2023/5/19  | 流出シロウトNTR【プライベート映像】【寝とってもらいました】#06 円井萌華 佐々木夏菜 生田望美 末広純 | DOC                        | DOC PREMIUM            |
| 2023/5/20  | 【童顔幼児体型の保育士をデカチンでハメ倒す！】気持ちいいところに自分で当ててイキまくるド淫乱清楚系ビッチとイチャラブハメ撮りSEX！【保育士/童顔幼児体型】 | ハメタバース               | ハメタバース           |
| 2023/5/24  | マジ軟派、初撮。 1917 清楚系アイドルの裏の顔！ステージを降りれば化けの皮が剥がれる！実はSEX大好きなビッチっぷりがあらわに！チ●ポの扱い方が明らかに手慣れてて… 巨根をブチ込まれ気の抜けた声と表情で快楽に浸る！！ | ナンパTV                   | ‐‐‐‐                   |
| 2023/5/29  | 【Cカップもえちゃん】接吻マジックミラー号 はじめての3分間ディープキスで理性とマ○コが蕩けてしまった敏感J○は唾液ダラダラ濃密ベロちゅうSEXしてしまうのか？ | ナチュラルハイ             | ナチュFile             |
| 2023/6/2   | サチコ | ‐‐‐‐                       | 援堂山                 |
| 2023/6/9   | サチコ 2 | ‐‐‐‐                       | 援堂山                 |
| 2023/6/14  | もえか | Erovi                      | ‐‐‐‐                   |
| 2023/7/6   | 素人ナンパ 新大久保でみつけたウブな女子校生に18cmメガチ○ポを素股してもらったら、こんなにヤラしい事になりました。もえかちゃん | アイエナジー               | IENFH                  |
| 2023/7/6   | 「こんな朝を迎えたい！」朝フェラから始まる最高の1日 理想のMorning Routine！！ 1 円井萌華 橋本りこ 上坂めい 栄川乃亜 胡桃さくら | DOC                        | ふぇち党               |
| 2023/8/10  | アナルのシワの数までハッキリわかる！ノーモザイク連続絶頂アナル見せオナニー 円井萌華 | アイエナジー               | IENFH                  |
| 2023/9/21  | 肉食美女系Y●utuberが何度も見せつけ痴女をしてくる件 円井萌華 | FAVEMODE                   | FAVE MODE              |
| 2023/9/28  | ウブな10代美少女限定！とっても恥ずかしい素股に初めて挑戦してもらいました！ 甘酸っぱいお汁溢れるマ○コにそのままヌルっと生挿入！イッても止めない激ピストンで中出し！ もえかちゃん | アイエナジー               | IENFH                  |
| 2023/9/28  | 雷002 | ----                       | 雷                     |
| 2023/10/12 | 図書館に受験勉強をしにきた頭の良さそうな清楚系女子校生に媚薬をたっぷり塗ったチ○ポで即ハメしたらアヘ顔で痙攣するほど感じてイキまくった | SODクリエイト              | SOD素人                |

### VR作品
2023年
| 発売日    | タイトル | メーカー                 | レーベル         |
| --------- | --- | ------------------------ | ---------------- |
| 2023/1/30 | 【VR】顔面偏差値高めの元アイドル円井萌華とこっそり付き合っている僕。 | SODクリエイト            | SODVR            |
| 2023/2/16 | 【VR】就職活動で僕の住む家に泊まりに来た、いとこの美人お姉さんはセックス依存症。童貞の僕は萌華ねぇちゃんのオモチャになって犯●れ続けた。 円井萌華                                     | unfinished               | Marrion Group VR |
| 2023/2/20 | 【VR】『本当にこんな可愛い娘に何発も中出していいの？』女○校生とホテルでリアル不倫体験！！【制服美少女ハメ撮りVR3.0】 円井萌華                                                        | SODクリエイト            | SODVR            |
| 2023/3/2  | 【VR】おじさん大好きイマドキJ○ 萌華ちゃん | unfinished               | Marrion Group VR |
| 2023/3/6  | 【VR】僕に彼女ができて嫉妬した幼馴染（萌華）に童貞を奪われ彼女とセックス出来なくなるまでおち●ぽミルク抜かれまくった中出し初体験 円井萌華                                             | kawaii                   | kawaii* VR       |
| 2023/4/18 | 【VR】妹に勉強教えてあげてね。かわりに私がエッチなキス教えてあげるから。 先生、お姉ちゃんに教わったキス…私にも教え下さい。 とってもおいしいキス汁まみれ姉妹丼SEX 円井萌華 五十嵐清華 | ワンズファクトリー       | WANZ VR          |
| 2023/4/28 | 【VR】旅行中の彼女とテレビ電話をしながら、家では留守中の彼女の妹とSEX！！…しかも旅行帰りの彼女にバレてまさかのラッキー姉妹丼VR！！                                                   | レゾレボVR               | レゾレボVR       |
| 2023/4/30 | 【VR】目線逸らし禁止！目を見て話せない彼女の恥ずかしがり屋を直すためず～っと密着至近距離で見つめ合うイキ顔ガン見イチャラブSEX 円井萌華                                               | アリスJAPAN              | アリスJAPAN VR   |
| 2023/5/9  | 【VR】顔面特化アングルVR ～フェラチオは趣味！？円井萌華のフェラチオに耐えれるか！？～ 円井萌華                                                                                       | ケイ・エム・プロデュース | KMPVR            |
| 2023/5/16 | 【VR】【絶対領域】女子校生の太ももを超至近距離で見せつけ誘惑！ マセた妹の小悪魔チラリズム 円井萌華                                                                                   | ケイ・エム・プロデュース | KMPVR            |
| 2023/5/26 | 【VR】お節介焼き妹のオハヨウ夢精チ●ポお掃除 朝から禁断の中出し近親相姦 円井萌華 | ケイ・エム・プロデュース | KMPVR            |
| 2023/5/31 | 【VR】ちゅぱコリ乳首イジられ声が出そうになる僕をベロキスで黙らせチ○ポがバカになってもチクパコをやめてくれない小悪魔チクビッチ 円井萌華                                               | アリスJAPAN              | アリスJAPAN VR   |
| 2023/7/19 | 【VR】ベロと舐めVR | ケイ・エム・プロデュース | KMPVR            |
| 2023/8/26 | 【VR】ノーモザフェラVR（VRKM-1092） | ケイ・エム・プロデュース | KMPVR            |

### デジタル写真集
| 発売日    | タイトル                                                                                   | 出版社                 | 撮影者   |
| --------- | ------------------------------------------------------------------------------------------ | ---------------------- | -------- |
| 2022/7/7  | 円井萌華 可愛い詐欺師 プレミアムヌードシリーズ 週刊現代デジタル写真集                      | 講談社                 | 福島裕二 |
| 2022/7/7  | 円井萌華 Pure White プレミアムヌードシリーズ 週刊現代デジタル写真集                        | 講談社                 | 福島裕二 |
| 2023/3/15 | 無職中年の俺を全肯定してくれる 近所のこじらせファザコン美少女との中出し種付け日記 円井萌華 | ぽかぽか               | ‐‐‐‐     |
| 2023/3/24 | 小悪魔笑顔のスケベなアイドル 円井萌華 The BEST vol.1                                       | ソフト・オン・デマンド | ‐‐‐‐     |
| 2023/3/24 | エンジェー ＃065 もえか                                                                    | プレステージ出版       | ‐‐‐‐     |
| 2023/4/6  | 円井萌華『放課後はここに来てオジサンに弄ばれています…。』（200Photos）                     | プラネットプラス       | ‐‐‐‐     |
| 2023/4/28 | 小悪魔笑顔のスケベなアイドル 円井萌華 The BEST vol.2                                       | ソフト・オン・デマンド | ‐‐‐‐     |
| 2023/5/26 | 訳ありZ世代 Case.3 モエカ                                                                  | プレステージ出版       | ‐‐‐‐     |
| 2023/6/5  | 円井萌華『ブラコンすぎる妹のチンしゃぶおねだり誘惑』（200Photos）                          | プラネットプラス       | ‐‐‐‐     |
| 2023/6/9  | 天使のクチビル 円井萌華【ヌード写真集】                                                    | プレステージ出版       | C:TAKERU |
| 2023/6/9  | 天使のクチビル 円井萌華【グラビア写真集】                                                  | プレステージ出版       | C:TAKERU |
| 2023/7/1  | 鬼畜せんせい 円井萌華                                                                      | ファーストスター       | ‐‐‐‐     |
| 2023/7/7  | Porngal 動画配信者に密着取材 ＃009 もえか                                                  | プレステージ出版       | ‐‐‐‐     |
| 2023/9/25 | 全裸バスケットボール2023                                                                   | 小学館                 | 富田恭透 |
| 2023/9/25 | ランジェリーラグビー2023                                                                   | 小学館                 | 富田恭透 |

## 出演

### 映画
- 私の太陽（2023年11月25日、オーピー映画） - 赤井太陽 役[16]

### テレビ
- 萌華とひかげ（2023年12月16日[30]、エンタ959!）
- もう!バカリズムさんの超H! #54（2024年7月29日、フジテレビONE）